# Petar Lovrin
Petar Lovrin ili Petar Lovrov Zadranin (14. stoljeće), hrvatski graditelj i klesar.
Petar Lovrin bio je član je glasovite zadarske graditeljske obitelji. Sin je zadarskog protomajstora Lovre. 
S braćom Anđelom, Jurjem i Nikolom odlazi u Dubrovnik. Izrađivao je kamene ukrase i prozorske okvire za dubrovačke plemićke palače. Iste je radove izvodio i u Kotoru.